# Constant Nieuwenhuys
Constant Anton Nieuwenhuys, según el registro Constant Anton Nieuwenhuijs (Ámsterdam, 21 de julio de 1920 – Utrecht, 1 de agosto del 2005) fue un artista neerlandés polifacético, especializado en los campos de pintura, escultura, música y arquitectura, recordado como uno de los fundadores del grupo artístico CoBrA y creador del proyecto arquitectónico New Babylon. Firmó su trabajo como Constant, y normalmente se le conocía sólo por este nombre.

## Biografía
Era hijo de Pieter Nieuwenhuijs, director de una empresa comercia, sin precedentes artísticos, y Maria Cornelissen. Tuvo un hermano, Jan, un año menor, que también fue artista visual. La familia de la madre, Cornelissen, tenía ciertos antecedentes en el mundo del arte: el actor Ton Lensink era primo de Costant y Jan. 
Desde niño Constant se interesó en el dibujo, leía prosa y poesía y aprendió a tocar su primer instrumento musical. Cantó y aprendió música durante su adolescencia en el coro de su colegio de jesuitas. Su interés por la música le acompañó durante su vida: tocaba la guitarra, improvisaba, aprendió a tocar el címbalo a los 45 años, y se inspiró en la música gitana. 
Constant pintó su primer cuadro, La Cena de Emaús, en la que se muestra la escena bíblica de Jesús revelándose a dos de sus seguidores en Emaús, a los dieciséis años. Por falta de dinero, utilizó una arpillera y pigmentos que compró a un pintor de la construcción. Muchos de los dibujos y pinturas de Constant de su primera época tienen un tema religioso, ya que su origen era católico y fue educado en un colegio de jesuitas. A la edad de 20 años abandonó la religión. De 1939 a 1942 se formó en la escuela de artes aplicadas Rijksakademie de Ámsterdam. Las técnicas y habilidades aprendidas en esta escuela de artes y oficios le sirvieron especialmente para la construcción de modelos, esculturas y maquetas en el período de desarrollo de su proyecto New Babylon (Nueva Babilonia). 
Entre 1942 y 1943 trabajó y vivió en Bergen. Allí conoció la obra de Cézanne y se inspiró en ella; su influencia es claramente visible en su Autorretrato de 1942.En julio de 1942 se casó con Matie van Domselaer, hija de Jakob van Domselaer. Cuando Bergen fue evacuada por los alemanes a principios de 1943 para la construcción del Muro Atlántico, Constant y su esposa regresaron a Ámsterdam. Allí vivieron en Sarphatipark, rebautizado como Bollandpark por las fuerzas de ocupación. Para escapar del 'Arbeitseinsatz', (Campo de trabajo) Constant vivó escondido. Debido a su negativa a registrarse en el 'Kultuurkamer', no se le permitió ejercer su profesión ni comprar materiales, por lo que tuvo que utilizar textiles de mesa y ropa de cama como lienzos, y reutilizarlos,  hirviéndolos.   Su Autorretrato de 1942 se salvó de ser hervido gracias a que fue comprado por Hans Wiesman, un amigo de la Rijksakademie.
Durante la guerra, su cuñado, el erudito neerlandés y más tarde luchador de la resistencia, Jaap van Domselaar, se ocultó con Constant y su esposa para escapar del  'Arbeitseinsatz'. Él introdujo a Constant en las lecturas de los filósofos Spinoza, Descartes, Kant y Karl Marx. Este último en particular inspiró a Constant en sus ideas sobre el papel del arte en la sociedad.
En 1944 nació su primer hijo, Víctor. Después de la guerra, Constant se mudó nuevamente a Bergen con su esposa y su hijo, y regresó a Ámsterdam en 1946, donde vivió en un apartamento en la planta baja de una calle frente a Artis. Tras un período de estancamiento, Constant se liberó artísticamente y experimentó con diversas técnicas. Se inspiró en el cubismo, especialmente en Georges Braque. En 1946 nació su hija Martha, y en 1948 su hija Olga.  En 1951 tuvo a su hija Eva Constant, hija de su matrimonio con Nellie Riemens, hermana mayor del fotógrafo Henny Riemens y esposa de Corneille.

### CoBrA
En otoño de 1946, Constant viajó a París con Hans Wiesman. El padre de Hans Wiesman, director de banco en los Países Bajos, tenía que viajar a París por negocios y le pidió a Constant, que hablaba muy bien la lengua francesa, que lo auxiliara como intérprete.  Allí, en la galería de Pierre Loeb en la Rue de Seine, conoció al artista danés Asger Jorn, seis años mayor que él, comenzando una amistad que le llevó a conocer a los Experimentalistas daneses, de los que Jorn era miembro. Juntos iniciaron la preparación teórica del  movimiento CoBrA, que se fundó dos años después.
El 16 de julio de 1948, Constant, junto con Corneille, Karel Appel, Eugène Brands, Theo Wolvecamp, Anton Rooskens y su hermano Jan Nieuwenhuijs, fundaron el Grupo Experimental de los Países Bajos, siguiendo el modelo del grupo danés de Experimentalistas. Appel y Corneille se unieron a Constant porque sentían cierta afinidad con su trabajo. Posteriormente también se unieron al grupo los poetas Gerrit Kouwenaar, Jan Elburg y Lucebert. Se publicó la revista Reflex como órgano del Grupo Experimental, y en la primera edición se inclouyó el Manifiesto escrito por Constant, con la conocida frase: "Un cuadro no es una estructura de colores y líneas, sino un animal, una noche, un grito, una persona, o todo eso junto".
 

Esta frase expresa, de una forma muy visual, lo que los integrantes de este grupo buscaban con su arte. En sus artículos, Constant abogaba por una nueva sociedad con arte moderno. Constant ve el mundo de los niños y los 'primitivos' como ideal para expresar sentimientos, como se muestra en la siguiente cita: 
"El niño no conoce otra ley que su sentimiento espontáneo por la vida y no tiene más necesidad que expresarlo. Lo mismo se puede aplicar a las culturas primitivas, y es ésta la característica que le da ese encanto tan grande para la gente de hoy, que "Debemos vivir en una atmósfera enfermiza de falta de autenticidad, mentiras y esterilidad".
Se considera a Constant como el teórico del grupo, que a lo largo de su carrera siguió proponiendo en su trabajo una fuerte crítica social marxista. Constant creía que el arte debía ser experimental, y que la creatividad surgía en la experiencia adquirida en libertad, sin restricciones. En el Manifiesto, que podría ser uno de los textos más importantes sobre arte en los Países Bajos después de la Segunda Guerra Mundial, Constant defendía que el proceso de creación era más importante para el artista experimental que la obra en sí misma; era un medio para alcanzar riqueza espiritual y mental. Y en segundo lugar, que el trabajo de un artista experimental producía cambios en la percepción general de la belleza.
En noviembre de 1948, en la terraza del Café Notre Dame de París, el Grupo Experimental de los Países Bajos se reunió con Christian Dotremont y Joseph Noiret de Bélgica y Asger Jorn de Dinamarca. Fue tras asistir a la conferencia internacional del Centre International de Documentation sur l'Art d' Vanguardia, que tuvo lugar en París del 5 al 7 de noviembre, debido a la excesiva fragmentación en la representación francesa de los surrealistas-revolucionarios. Fundaron en esta terrza, el   8 de noviembre de 1948,  el grupo CoBrA. El nombre fue un acrónimo acuñado por Dotremont con las primeras letras de las ciudades natales de los fundadores: Copenhague, Bruselas y Ámsterdam. Sus miembros estaban en contra de la estética en la pintura y en contra del arte burgués en general.
El grupo publicó un boletín, y cada vez se sumaban a él más artistas de diferentes disciplinas. En 1948, Constant y el poeta Gerrit Kouwenaar publicaron la colección de poemas Goedemorgen Haan. En la corta existencia del grupo, se llevaron a cabo dos importantes exposiciones de CoBrA, una en Ámsterdam en 1949 y otra en Lieja en 1951. 
El director del Stedelijk Museum  de Ámsterdam, Willem Sandberg, animó al máximo a los artistas jóvenes y apoyó al grupo poniendo a su disposición siete grandes espacios del museo para exponer sus obras. Los artistas, sin posibilidades económicas, creaban principalmente obras de pequeño formato. Para poder llenar los espacios, Sandberg les dio un anticipo para comprar materiales y producir obras de mayor tamaño. La semana anterior a la exposición, Constant, Corneille, Appel y Eugène Brands crearon una serie de obras grandes que luego se convertieron en iconos de CoBrA. El diseño de la exposición se encargó al arquitecto Aldo van Eyck. 
La exposición fue, como poco, no convencional. La obra y la forma en que se exhibió generaron críticas tanto de prensa como de público. El crítico de Het Vrije Volk tituló: "Desorden, charla y salpicaduras en el Museo Stedelijk". Un comentario frecuente del público fue el de que esas obras podrían haber sido hechas, incluso mejor, por sus hijos; los miembros de CoBrA fueron considerados tramposos y estafadores. 
El grupo se disolvió durante la exposición de arte experimental en el Palacio de Bellas Artes de Lieja, que tuvo lugar del 6 de octubre al 6 de noviembre de 1951, al mismo tiempo que se publicó el décimo boletín e CoBrA. Como dijo Christian Dotremont, secretario del grupo, en el Museum News de 1962, el grupo prefería desaparecer elegantemente, "mourir en beauté", antes que degenerar en un grupo de artistas de interés convencional. En su corta existencia, CoBrA cambió el arte de la posguerra para siempre, hasta dejarlo irreconocible. 
Constant fue productivo durante la existencia de CoBrA. Según él mismo, creó tantas pinturas durante este período como las que añadió a su obra en los años siguientes. White Bird (1948), Little Ladder (1949), Bird Woman (1949), Fallen Horse (1950) y Scorched Earth I (1951) son algunas de las obras más conocidas de este período. 
En 1965, en el artículo De dialektiek van het experiment (La dialéctica del experimento), Constant escribió que "La obra del artista experimental era un reflejo de los cambios que se habían producido en la percepción de la belleza en los años anteriores. La aceptación, cada vez más rápida, de los antiestilos en los que habían trabajado, había llevado a un desarrollo errático en los últimos años de la historia del arte".

### Hacia la síntesis de las artes
Tras la experiencia de CoBrA, el trabajo de Constant se volvió más abstracto y se dirigió hacia la experimentación espacial y la arquitectura, que estudió con los libros de Aldo van Eyck. En el otoño de 1952, Constant recibió una beca del Art Council de Gran Bretaña para estudiar en Londres durante tres meses. Allí conoció a Henry Moore, Anthony Hill, Kenneth Martin, Ben Nicholson, Barbara Hepworth, Roger Hilton y Victor Pasmore, entre otros. Consideraba que el ambiente artístico en Londres era muy abierto y el arte se juzgaba con menos prejuicios que en París. Vivía cerca de Kensington Gardens y durante sus paseos diarios por la ciudad, bombardeada, comenzó a pensar en la forma en que vive la gente y cómo las ciudades contribuyen a la calidad de vida. Tomó entonces conciencia de la manera en que los edificios modernos que nos rodean nos influyen. Constant advirtió que la mayoría de las construcciones modernas son especialmente  prácticas y aburridas y que apenas ofrecen lugar para una forma de vida lúdica y creativa. De regreso a Ámsterdam, Constant se centró principalmente en la arquitectura y el entorno urbano.
Con Aldo van Eyck publicó la colección Voor een spatial colorisme (Por un colorismo del espacio). Era una experimentación sobre el color y el espacio, como respuesta al papel pasivo que juega el color en la arquitectura moderna. Juntos diseñaron un espacio para la exposición Mens en huis (Hombre y casa) en el  Stedelijk Museum de Ámsterdam, del 21 de noviembre de 1952 al 5 de enero de 1953. En 1954 trabajó con Gerrit Rietveld en el diseño de una casa modelo para los grandes almacenes De Bijenkorf. Este trabajo se presentó en el evento Kleurenharmonie in uw woning (Armonía de colores en su hogar) en los almacenes De Bijenkorf de Ámsterdam.
Si durante el periodo CoBrA  Constant se centró en el arte colectivo y renunció al arte individualista, dio después un paso más y apostó por una "Síntesis de las Artes". Para ello era necesario eliminar las fronteras entre las diferentes disciplinas de pintores, escultores, arquitectos y técnicos, y así romper la monotonía de la planificación urbana y la estructura de poder político de los años cincuenta.
Durante estos años buscó conexiones con espíritus afines, incluidos arquitectos del CIAM (Congrès Internationaux d'Architecture Moderne), y trabajó con arquitectos como Aldo van Eyck y Gerrit Rietveld, y con el artista visual y exmiembro de CoBrA Stephen Gilbert, un inglés que vivía en París. Fundó Néovision en noviembre de 1954 con el escultor húngaro Nicolas Schöffer y con Stephen Gilbert. Cuando se fundó la Liga Nieuw Beelden el 24 de enero de 1955, Constant se convirtió en un miembro activo junto con otros ex artistas de CoBrA como Eugène Brands, Anton Rooskens y Theo Wolvecamp. Los intentos de Constant de lograr la unidad absoluta de las artes plásticas fracasaron en la práctica debido a imposibilidades financieras y económicas.

### La Innternacional Situacionista
En el verano de 1956, Asger Jorn invitó a Constant a Alba, un lugar en el Piamonte, para asistir a una conferencia sobre la industria y las artes visuales, iniciativa del Mouvement International pour un Bauhaus Imaginiste (MIBI) (Movimiento Internacional para una Bauhaus Imaginativa o Movimiento Internacional para una Bauhaus Imaginista (IMIB). Allí Constant dio su conferencia Demain la poésie logera la vie, en la que abogaba por una arquitectura libre que estimulara un modo de vida creativo en lugar de obstaculizarlo. En la conferencia Constant también se reunió con el letrista Gil Wolman, que en su conferencia sobre Urbanisme unitaire (Urbanismo unitario) porponía la síntesis de arte y tecnología. Por invitación de Pinot-Gallizio, Constant permaneció en Alba con su familia unos meses, durante los cuales observó la difícil situación de los gitanos en Alba. Para mejorar el campamento, Constant diseñó su primera maqueta Ontwerp voor een zigeunerkamp in Alba  1956 (Proyecto de un campamento gitano en Alba 1956) En diciembre de 1956, Constant conoció a Guy Debord, que estaba de visita en Alba.
Este encuentro resultó ser inspirador para ambos. En 1952, Debord había fundado los Internationale Lettristen (Letristas Internacionales), era escritor, cineasta y activista. Debord quería establecer un movimiento más radical que dejara atrás el ámbito de las artes visuales y se centrara completamente en un espacio donde las fronteras entre el arte y la vida desaparecen por completo. En 1957, Debord y Asger Jorn crearon el "Internationale Beweging voor een Imaginistisch Bauhaus" (Movimiento Internacional por una Bauhaus Imaginista),  y los Internationale Lettristen crearon L`Internationale Situationisten, (La Internacional Situacionista). Ellos negaban ser un movimiento artístico.
En un principio Constant no se unió a la Internacional Situacionista (IS); él pretendía conseguir una síntesis de las artes mediante la colaboración de pintores, escultores, arquitectos y técnicos de la construcción, con el objeto de romper la monotonía del desarrollo urbano en la década de 1950 y la estructura de poder político. En su opinión, las ciudades de esta época sólo fueron diseñadas para dejar espacio al tráfico motorizado, incluyendo los espacios de estacionamiento necesarios, y para alojar aburridos complejos de viviendas. Pero cuando el grupo apoyó el "urbanismo unitario", tal como lo definieron él y Debord en 1958 en la Déclaration d'Amsterdam, se unió a la iniciativa. Hubo una intensa correspondencia entre Debord y Constant, que escribió varios artículos teóricos para la revista francesa de la Internacional Situacionista y para el Stedelijk Museum de Ámsterdam, donde presentó su serie New Babylon 1959. El éxito de la exposición de 1959 animó a La Internacional Situacionista a planificar una exposición colectiva para abril-mayo de 1960. Sin embargo, la exposición nunca se llevó a cabo; hubo desacuerdo en el grupo y como resultado división y algunas suspensiones. En 1960, Constant abandonó La Internacional Situacionista  por las mismas objeciones que inicialmente le habían impedido unirse al grupo. En 1961, a excepción del propio Debord, ninguno de los artistas originales seguía siendo miembro.

### New Babylon(Nueva Babilonia)
New Babylon resumía una serie de  consistió en una serie de maquetas, construcciones, maquetas, collages, dibujos, gráficos y textos que expresaban las teorías de Constant sobre el desarrollo urbano y la interacción social. Guy Debord las resumió bajo este nombre. Tras leer Homo ludens de Johan Huizinga, Constant desarrolló la idea de una ciudad del futuro, centrándose principalmente en la arquitectura y el entorno urbano, abandonando la pintura para trabajar únicamente en su proyecto New Babylon de 1956 a 1974. El punto central de su trabajo fue descubrir qué valor añadido potencial puede aportar el arte para intensificar la vida cotidiana, en la que hay espacio para la expresión creativa. Con Nueva Babilonia, Nieuwenhuys imaginó una "ciudad mundial para el futuro" en la que el terreno fuera propiedad colectiva, el trabajo estuviera completamente automatizado y la necesidad de trabajar fuera reemplazada por una vida nómada en la que imperara el juego creativo. Nueva Babilonia estaría habitada por el homo ludens, quien, liberado del trabajo, no tendría que hacer arte, sino que su creatividad se desarrollaría en la práctica diaria de su vida. En palabras del propio Nieuwenhuys:
El proyecto de New Babylon sólo pretende dar las condiciones mínimas para un comportamiento que debe permanecer lo más libre posible. Debe evitarse cualquier restricción de la libertad de movimiento, cualquier limitación en cuanto a la creación de ambiente y atmósfera. Todo debe seguir siendo posible, todo debe suceder, el medio ambiente debe ser creado por la actividad de la vida y no a la inversa.
Para  la expresión del proyecto realizó maquetas y construcciones espaciales en las que utilizó materiales modernos como acero inoxidable, aluminio y metacrilato, como en Het Ruimtecircus (1956) (Circo espacial) y Het Zonneschip (1956) (Barco solar).  En 1974, el proyecto New Babylon llegó oficialmente a su fin con una gran exposición en el Gemeentemuseum Den Haag (después Kunstmuseum, Museo de Arte de La Haya).  La vasta colección de construcciones, maquetas, mapas y estructuras, fueron vendidas al museo. En 1999, New Babylon: City for Another Life  se inauguró en el Drawing Center de Nueva York. Fue su primera exposición individual en Estados Unidos y fue su curador Mark Wigley. Se celebró un simposio junto con la exposición.
Según el arquitecto holandés Rem Koolhaas, Nieuwenhuys hizo reflexionar a muchos arquitectos con su New Babylon: "Fue un ejemplo de valentía".

### Colorismo
Constant volvió a la pintura, la acuarela y la gráfica en 1969. Hasta mediados de la década de 1970, los temas de su mundo imaginario New Babylon todavía acupaban su obra. Sin embargo, cada vez más se involucraba en cuestiones políticas y contemporáneas, incluidas la Guerra de Vietnam, el hambre en África y los refugiados de Kosovo, con fuerte influencia del marxismo. Rudi Fuchs dijo en su prólogo al Catálogo de pinturas de Constant en 1995: "Hay personas que consideran la obra posterior de Constant como un retorno a la tradición. Yo, sin embargo, no comparto esta opinión, porque considero su desarrollo posterior a partir de los años 1970 como mayor penetración en el mundo de la pintura."
Siguiendo la tradición de los pintores renacentistas venecianos, Tiziano y Tintoretto, Constant se aplicó a la técnica del colorismo. Siguiendo esta técnica, el artista no utiliza carboncillo ni bocetos a lápiz, sino que aplica el color directamente sobre el lienzo con el pincel, construyendo transiciones suaves en lugar de contornos nítidos. La característica más importante de esta técnica es la forma en que la luz se expresa en la pintura, integrándola en el color. Esta técnica es laboriosa, y para cobrar vida exige la ejecución por capas, que han de irse secando. En este período, Constant produjo apenas tres o cuatro pinturas por año.

### Espacio público
En 1949, Constant decoró el muro de un jardín en Tibirkelunde, Sjelland, Dinamarca.
En 1963,  realizó por encargo del Ayuntamiento de Ámsterdam la Puerta de Constant, una estructura de hormigón, de doce metros de altura, colocada a la entrada de un parque deportivo en el lado oeste de Ámsterdam. Durante casi tres décadas la estructura adornó la entrada en el anonimato, hasta que Rita Doets, una ex empleada del municipio, dejó una cantidad en su legado para construir un cartel informativo junto a la puerta. La viuda de Constant, Trudy Nieuwenhuijs, estuvo presente en la inauguración.
En 1966, Constant diseñó una fuente para Kooiplein en Leiden. 

### En el cine
El cineasta Hy Hirsh presentó en 1958 Gyromorphosis,  un corto de 7 minutos que muestra las cualidades cinéticas de las estructuras de New Babylon. Una a una, pone en movimiento partes de las estructuras y filma los detalles con luces de colores, superponiéndolos, apareciendo y desapareciendo, creando una sensación de aceleración y tensión sugerida por la propia obra. 
En el film de 15 minutos Accompanying Simon Vinkenoog to Constant's New Babylon (Acompañando a Simon Vinkenoog a La nueva Babilonia de Constant, 1962), Lies Westenburg  y el escritor Simon Vinkenoog visitan a Constant en su estudio, entablándose una conversación entre estos últimos sobre las ideas en las que se apoyaba el proyecto New Babylon.
En Constant oder der Weg nach New Babylon (Constant o el camino hacia Nueva Babilonia, 1968), en 55 minutos el cineasta Carlheinz Caspari concenró el seguimiento durante diez años que hizo del trabajo de Constant, en los que estuvo  trabajando constantemente en su proyecto New Babylon como reacción a la realidad arquitectónica y social. 